# バレサ
バレサ（英語: baresa）は、エリトリア・セメナウィ・ケイバハリ地方の小規模な町。ギンダ地区に属する。マッサワ-アスマラ鉄道のバレサ駅が利用できる。北緯15度24分、東経39度12分。マアカル地方・デブブ地方との境界線に近い高地に存在する。バレサはBarresaとも綴られる。